# Weinstraße 31 (Deidesheim)
Das Haus Weinstraße 31 in der pfälzischen Landstadt Deidesheim ist ein Gebäude, in dem über viele Jahrhunderte eine Gaststätte angesiedelt war. Es ist auch bekannt als Gasthaus „Zur Kanne“, gilt als schützenswertes Kulturdenkmal nach dem Denkmalschutzgesetz des Landes Rheinland-Pfalz und als das älteste Gasthaus der Pfalz.

## Lage
Das Haus befindet sich in der Ortsmitte Deidesheims an der Deutschen Weinstraße, nur wenige Meter sind es von hier bis zum Marktplatz. Schräg gegenüber sind das historische Rathaus der Stadt und das historische Gasthaus  „Zum Schwanen“. Südlich liegt das Café und Gästehaus des Deidesheimer Spitals.

## Geschichte

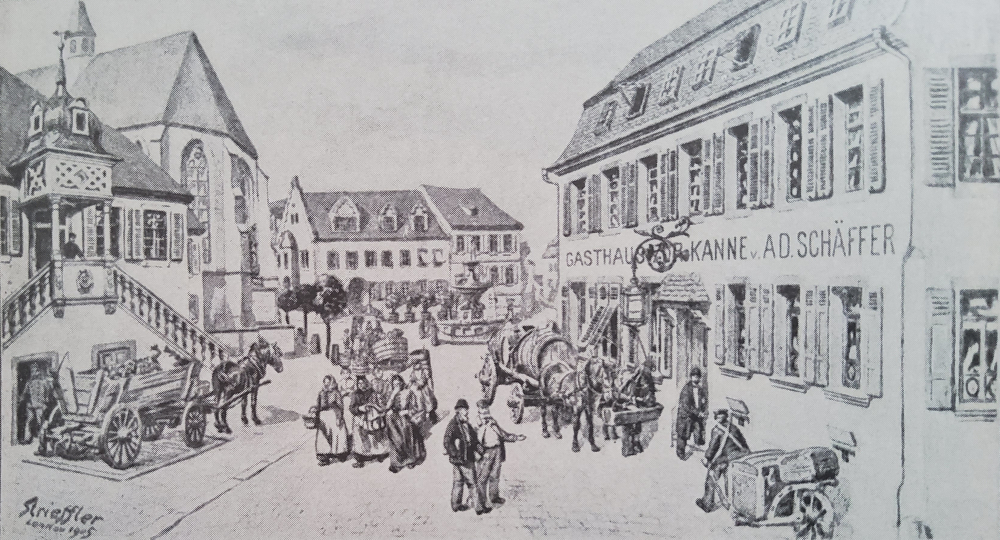
Die „Kanne“ am rechten Bildrand, gezeichnet von Heinrich Strieffler (1905). Der damalige Gastwirt Adolf Schäffer vertrieb dieses Bild als Postkarte.

Das ursprüngliche Gebäude an dieser Stelle wurde im 12. Jahrhundert gebaut. Zunächst gehörte es dem Kloster Eußerthal und diente Durchreisenden als Herberge. Die Herberge wurde ab 1374 als Erbpacht vergeben, seit damals lassen sich alle Besitzer und Wirte anhand von Urkunden nachweisen. 1400 wurde das Gebäude erstmals als Gasthaus „Zum Krug“ erwähnt, 1532 erstmals als Gasthaus „Zur Kanne“. Vermutlich ging das Gebäude während der Reformation in Privateigentum über. Es hatte zunächst für eine lange Zeit das alleinige Krugrecht in Deidesheim und diente mit einigen, oft kriegsbedingten Unterbrechungen als Gasthaus. Das ursprüngliche Gebäude wurde 1689 im Pfälzischen Erbfolgekrieg zerstört, bei dem Deidesheim beinahe vollständig niedergebrannt wurde, und später wieder aufgebaut.
1951 wurde das Haus von der „Kannengesellschaft“ unter Albert Bürklin (Wachenheim an der Weinstraße) und Karl-Horst Brune (Mannheim) übernommen. Zum Jahreswechsel 2022/23 wurde das Haus von der Eigentümerfamilie des Weinguts Dr. Bürklin-Wolf verkauft, nachdem hier zuvor anstelle eines Gasthauses einige Jahre lang eine Vinothek betrieben worden war. Neuer Eigentümer der „Kanne“ wurde die Riffelmacher Invest GmbH, die sie wiederum an die Gesprächsstoff Weinwerk GmbH verpachtete; letztere betreibt hier seit September 2023 wieder eine Gaststätte.

## Gebäude
Das heutige Gebäude wurde 1710 auf den Überresten des alten Gebäudes wieder aufgebaut und 1731 umgebaut. Die Aufteilung im Innern des Gebäudes sowie dessen Eingang stammen von baulichen Änderungen im Jahr 1876. Das Gebäude ist ein zweigeschossiger Putzbau aus der Zeit des Spätbarock, dessen typische Merkmale trotz späterer Umbauten erhalten blieben. Es trägt ein Mansardgiebeldach, das mit Biberschwänzen gedeckt ist.